# Alcorn County
Alcorn County je okres ve státě Mississippi v USA. K roku 2010 zde žilo 37 057 obyvatel. Správním městem okresu je Corinth. Celková rozloha okresu činí 1 039 km².